# Malpas (City of Newport)
Malpas ist ein Stadtteil der südwalisischen Großstadt Newport mit dem Status einer Community. Beim Zensus 2011 hatte Malpas fast genau 8000 Einwohner.

## Geographie
Malpas ist der nördlichste Stadtteil von Newport und liegt auf etwa 40 Meter über dem Meeresspiegel. Er liegt fast genau nördlich des Stadtzentrums von Newport, wenige hundert Meter östlich vom Bettws und gut einen Kilometer westlich der eigenständigen Kleinstadt Caerleon. Malpas selbst teilt sich in die Ortsteile Malpas im Süden der Community, Malpas Court im Nordwesten, Woodlands im Norden und Malpas Park im Nordosten. Die Community besteht dabei fast nur aus dem bebauten Stadtteil und hat allenfalls an ihren Rändern noch unbebaute Gebiete. Im Südosten reichen diese bis an eine Flussbiegung des River Usk. An der Westgrenze verläuft dagegen der kleine Bach Malpas Brook sowie der Monmouthshire Canal, eine Teilstrecke des Monmouthshire and Brecon Canals. Ein weiterer Bach unbekannten Namens verläuft entlang der Ostgrenze der Community.
Verwaltungsgeographisch gehört die eigenständige Community zur Principal Area City of Newport. Wahlkreisgeographisch ist sie Teil des britischen Wahlkreises Newport West beziehungsweise des walisischen Pendants.

## Geschichte
Im heutigen Malpas wurde zur Zeit von Heinrich I. eine cluniazensische Abtei gegründet, die der Montacute Priory in Somerset unterstellt war. Die Kirche St Mary ist möglicherweise normannischen Ursprungs. Malpas selbst entwickelte sich zu einem Dorf mit einigen hundert Einwohnern. In den 1830er Jahren ließ sich dort nach Plänen von Thomas Henry Wyatt der Industrielle Thomas Prothero ein Herrenhaus namens Malpas Court errichten, das 1946 von der Stadt Newport gekauft wurde. Nach verschiedentlichen Nutzungen wurde es in den 1990er Jahren renoviert. Das Dorf hatte in den 1870er Jahren zudem eine eigene Schule. Ein Aufschwung setzte erst ab den 1880er Jahren ein und nahm in den 1920er Jahren an Fahrt auf.
Einwohnerzahlen
| Jahr      | 1801 | 1811 | 1821 | 1831 | 1841 | 1851 | 1861 | 1871 | 1881 | 1891 | 1901 | 1911 | 1921 | 1931 | 1941 | 1951 | 1961 | 1971 | 1981 | 1991 | 2001 | 2011 |
| --------- | ---- | ---- | ---- | ---- | ---- | ---- | ---- | ---- | ---- | ---- | ---- | ---- | ---- | ---- | ---- | ---- | ---- | ---- | ---- | ---- | ---- | ---- |
| Einwohner | 178  | 150  | 169  | 211  | 270  | 327  | 304  | 319  | 320  | 430  | 495  | 685  | 877  | 2275 | ?    | ?    | ?    | ?    | ?    | ?    | ?    | 7997 |

## Infrastruktur
Malpas verfügt über eine große Kirche namens St Mary im Süden des Ortsteiles Malpas, zwei Hospize, ein Krankenhaus und drei Grundschulen. Die unbebauten Gebiete am Rand der Community werden als öffentliche Parks genutzt, nennenswert ist vor allem der Malpas im Südosten am River Usk. Entlang der Hauptstraße, der A4051 befinden sich zudem eine Reihe von Geschäften, gastronomischen Betrieben, Arztpraxen und ähnlichem.

## Verkehr
Direkt durch Malpas verläuft die A4051 road, eine regionale Straße von Newport nach Cwmbran. Eine Alternativstrecke verläuft entlang der Ostgrenze der Community mit der A4042 road. Beide sind zudem Zubringer zum M4 motorway, der unweit südlich der Community auf einer West-Ost-Achse verläuft. Daneben ist Malpas ans städtische Busnetz von Newport angebunden, es gibt aber auch Busverbindungen bis nach Pontypool und Abergavenny.

## Bauwerke
10 Bauwerke in Malpas wurden in die Statutory List of Buildings of Special Architectural or Historic Interest aufgenommen. Dazu zählen vier Objekte im Kontext der Kirche St Mary, darunter die Kirche selbst, drei Brücken über den Monmouthshire Canal, der Malpas Court und ein Herrenhaus im Ortsteil Woodlands. Allesamt sind sie als Grade II buildings aufgeführt.